# Te-jang
Te-jang (čínsky pchin-jinem Déyáng, znaky 德阳) je městská prefektura v Čínské lidové republice, kde patří do provincie S’-čchuan. Celá prefektura má rozlohu 5 670 čtverečních kilometrů a v roce 2020 v ní žilo necelého tři a půl milionu obyvatel.
Přes Te-jang prochází železniční trať Pao-ťi - Čcheng-tu, která začíná v Pao-ťi ve střední Číně a končí v Čcheng-tu v jihozápadní Číně.

## Administrativní členění
Městská prefektura Te-jang se člení na šest celků okresní úrovně, a sice dva městské obvody, tři městské okresy a jeden okres.
| Ťing-jang Luo-ťiang městský okres · Kuang-chan městský okres · Š’-fang městský okres · Mien-ču okres · Čung-ťiang |        |                       |                    |                                  |
| Název | Název  | Počet obyvatel (2020) | Rozloha km² (2020) | Hustota zalidnění (obyv. na km²) |
| český přepis | znaky  | Počet obyvatel (2020) | Rozloha km² (2020) | Hustota zalidnění (obyv. na km²) |
| Městské obvody |        |                       |                    |                                  |
| Ťing-jang | 旌阳区 | 828 189               | 650                | 1 275                            |
| Luo-ťiang | 罗江区 | 209 088               | 369                | 566                              |
| Městské okresy |        |                       |                    |                                  |
| Kuang-chan | 广汉市 | 626 132               | 456                | 1 372                            |
| Š’-fang | 什邡市 | 406 775               | 820                | 496                              |
| Mien-ču | 绵竹市 | 439 958               | 1 221              | 360                              |
| Okres |        |                       |                    |                                  |
| Čung-ťiang | 中江县 | 946 019               | 2 154              | 439                              |
| |        |                       |                    |                                  |
| Celkem | Celkem | 3 456 161             | 5 670              | 610                              |

## Partnerská města
- Higašihirošima, Japonsko (14. říjen 1993)
- Kangnung, Jižní Korea (28. listopad 2013)
- Lahti, Finsko (7. září 2000)
- zemský okres Siegen-Wittgenstein, Německo (6. srpen 1996)
- Vladimirská oblast, Rusko (1. červen 1994)